# Собел, Дава
Дава Собел (род. 15 июня 1947 г.) — американский автор популярных книг на научные темы. Среди ее книг — «Долгота» об английском часовщике Джоне Харрисоне; «Дочь Галилея» о дочери Галилея Марии Селесте; и «The Glass Universe: How the Ladies of the Harvard Observatory Took the Measure of the Stars» о женщинах-вычислителях гарвардской обсерватории.

## Биография
Родилась в Бронксе, Нью-Йорк. на окончила Высшую научную школу Бронкса и Бингемтонский университет. В 1995 году написала книгу «Longitude: The True Story of a Lone Genius Who Solved the Greatest Scientific Problem of His Time». В 1999 году по этой книге был снят одноимённый телевизионный фильм Чарльза Старриджа и Granada Film.
Книга «Galileo’s Daughter: A Historical Memoir of Science, Faith, and Love» стала финалистом Пулитцеровской премии 2000 года в области биографии и автобиографии.

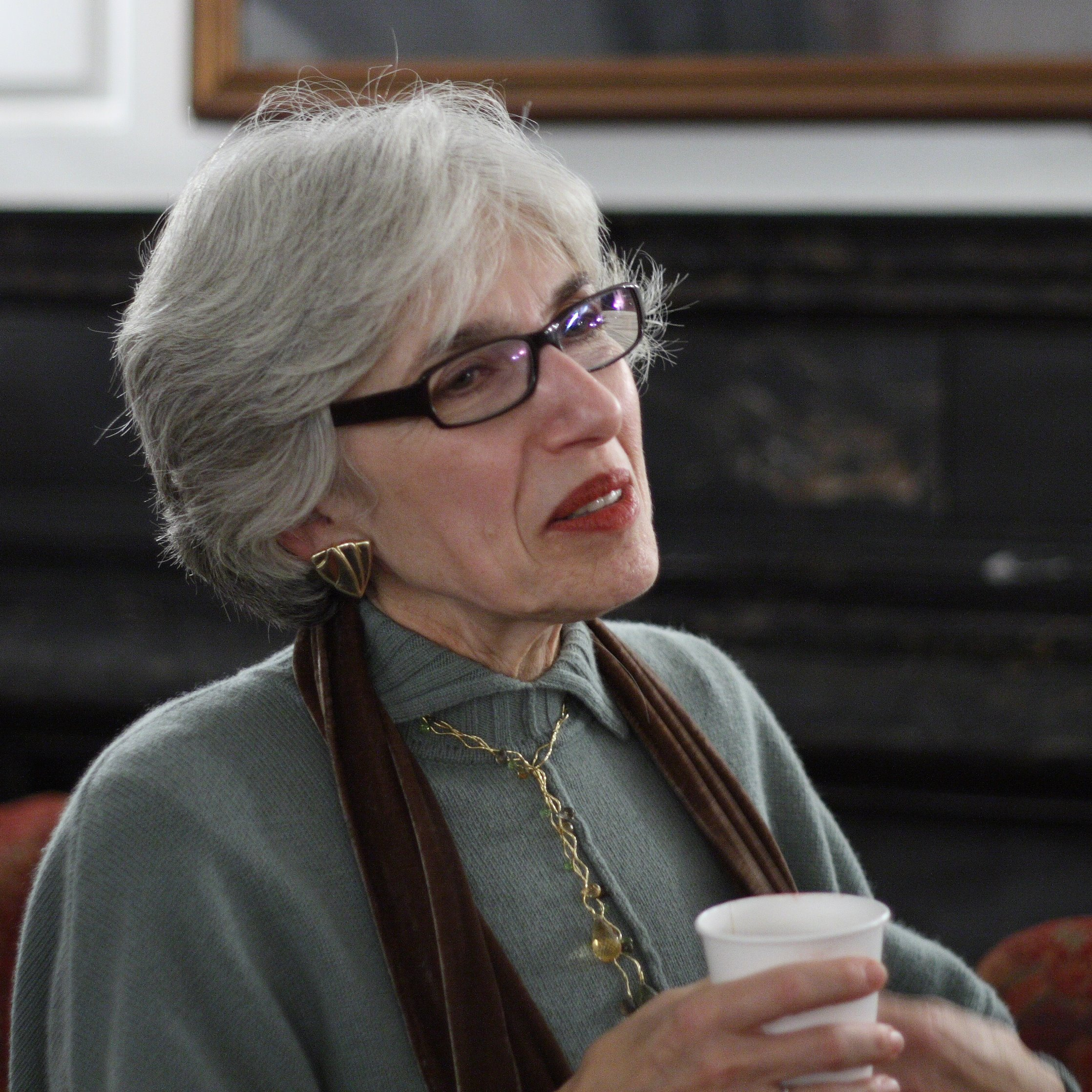
Дава Собель в 2007 году.

Имеет степени почетного доктора литературы Университета Бата и Колледжа Миддлбери, штат Вермонт, присужденные в 2002 году.
Зимой 2006 года Собель впервые начала преподавать в Чикагском университете. Вела семинар по научно-популярной литературе.
В 2012 была членом жюри PEN/E. премии О. Уилсона по научно популярной литературе.

## Увлечения
Следит за солнечными затмениями. По состоянию на август 2012 года наблюдала полное солнечное затмение в ноябре 2012 года в Австралии. В ее честь назван астероид 30935 Давасобель.

## Публикации
- Arthritis: What Works; Revolutionary Healing Approaches From An Unprecedented Nationwide Survey Of People With Arthritis. — St. Martin's Press, 1992.
- Arthritis: What Exercises Work: Breakthrough Relief for the Rest of Your Life, Even After Drugs and Surgery Have Failed. — St. Martin's Press, 2015. — ISBN Шаблон:ASIN.
- Backache: What Exercises Work. — St. Martin's Press, 1996.
- Longitude: The True Story of a Lone Genius Who Solved the Greatest Scientific Problem of His Time (1995) ISBN 1-85702-571-7. OCLC 909490210 — the genius in question was John Harrison, who spent decades trying to convince the British Admiralty of the accuracy of his naval timepieces and their use in determining longitude when at sea in order to win the longitude prize. The book itself won the 1997 British Book of the Year award.
- Galileo’s Daughter: A Historical Memoir of Science, Faith, and Love (2000) ISBN 0-14-028055-3
- The Best American Science Writing 2004 (editor) ISBN 9780060726409, OCLC 916515131
- The Planets: A discourse on the discovery, science, history and mythology, of the planets in our solar system, with one chapter devoted to each of the celestial spheres. (2005) ISBN 1-85702-850-3, OCLC 77646686[8]
- A More Perfect Heaven: How Copernicus Revolutionized the Cosmos. — Bloomsbury Publishing, 2011-10-04. — ISBN 978-0-8027-7893-2. OCLC 819387028[9]
- The Glass Universe: How the Ladies of the Harvard Observatory Took the Measure of the Stars (2016) ISBN 9780143111344, OCLC 972263666[10]

На русском
- Дава Собел. Стеклянный небосвод. Как женщины Гарвардской обсерватории измерили звезды = Dava Sobel. The Glass Universe: How the Ladies of the Harvard Observatory Took the Measure of the Stars. — М.: Альпина нон-фикшн, 2024. — С. 408. — ISBN 978-5-00139-698-7.

## Признание
В 2022 году была избрана членом Американского физического общества «за выдающиеся труды, охватывающие многие столетия ключевых событий в физике и астрономии».